# Cónclave de 1285
Las elecciones papales de 1285, convocadas en Viterbo tras la muerte del papa Martín IV, eligieron al cardenal Giacomo Savelli, quien adoptó el nombre de Honorio IV. Debido a la suspensión de la constitución apostólica "Ubi periculum" por Adriano V en 1276, estas elecciones no fueron técnicamente un cónclave papal. 
De hecho, por primera vez desde las tediosas elecciones papales de 1268-1271, las reuniones no fueron dominadas ni por los Hohenstaufen ni por Carlos I de Nápoles (fallecido el 7 de enero de 1285). Incluso es posible que los cardenales procedieran con tanta rapidez a la elección con la intención de prevenir cualquier intervención de Nápoles.

## Participantes
El papa Martín IV, residente en Perugia y sin haber visitado nunca Roma, enfermó de fiebres leves el Domingo de Pascua, 25 de marzo, y falleció el 28 de marzo de 1285. En aquel entonces, había 18 cardenales vivos en el Sacro Colegio Cardenalicio, aunque tres de ellos se encontraban ausentes como legados y no fueron notificados a tiempo. Quince de ellos participaron en la elección de su sucesor. Estuvieron ausentes tres cardenales.

## Elección del Papa Honorio IV
Quince cardenales se reunieron en la residencia episcopal de Perugia el 1 de abril, tres días después de la muerte de Martín IV. Esto se hizo según la antigua costumbre, en lugar de la Constitución "Ubi Periculum" (1274) del papa Gregorio X. En el primer escrutinio, al día siguiente, eligieron por unanimidad al cardenal Giacomo Savelli, prior Diacanorum del Colegio Cardenalicio. Aunque ya tenía 75 años, Savelli aceptó su elección y adoptó el nombre de Honorio IV. 
Su elección y aceptación fueron aún más sorprendentes, ya que padecía una grave artritis. Solo podía desplazarse con muletas, y tuvo que encargar una silla especial diseñada para él, donde podía sentarse en el altar durante la misa y tener el brazo apoyado para poder alzar la hostia en la consagración. Partió de Perugia hacia Roma después del 25 de abril de 1285, donde su elección había sido bien recibida por ser un destacado aristócrata de la Ciudad Eterna. Su padre había sido senador de Roma en 1266. 
Fijó su residencia en la finca familiar del Aventino, junto a la iglesia de Santa Sabina. El 19 de mayo, el nuevo papa fue ordenado sacerdote en la Basílica Vaticana. Al día siguiente, fue consagrado obispo por el cardenal-obispo de Ostia Latino Malabranca Orsini y coronado solemnemente por el cardenal Goffredo da Alatri, quien se convirtió en el nuevo protodiácono del Sacro Colegio.